# Mimeugoa bifasciata
Mimeugoa bifasciata är en fjärilsart som beskrevs av George Francis Hampson 1894. Mimeugoa bifasciata ingår i släktet Mimeugoa och familjen nattflyn. Inga underarter finns listade i Catalogue of Life.